# Jaintia
Les Jaintia Hills sont des montagnes de l'État de Meghalaya en Inde. Elles font partie de la chaîne Garo-Khasi-Jaintia dans le massif Patkai.
Les Synteng habitent ces montagnes.